# 1,4-Dimethylnaphthalin
1,4-Dimethylnaphthalin ist ein polycyclischer aromatischer Kohlenwasserstoff. Es ist eines der zehn möglichen konstitutionsisomeren Dimethylnaphthaline, und damit auch ein Derivat des Naphthalins.

## Eigenschaften
1,4-Dimethylnaphthalin ist eine rote Flüssigkeit. Es ist schwer entzündbar und besitzt einen Flammpunkt von 122 °C.

## Verwendung
1,4-Dimethylnaphthalin ist ein Wachstumsregulator und wirkt als Keimhemmungsmittel. Es kann zur Verlängerung der Keimruhe von Kartoffeln eingesetzt werden. Dazu wird es mit Heiß- oder Kaltvernebelungsgeräten auf den Kartoffeln im Lager aufgebracht.

## Zulassung
1,4-Dimethylnaphthalin ist seit 1. Juli 2014 in der EU als Pflanzenschutzmittel-Wirkstoff zur Verlängerung der Keimruhe von Kartoffeln zugelassen. In Deutschland, Österreich und der Schweiz sind Präparate mit dem Wirkstoff erhältlich.
Am 4. Dezember 2020 wurde die Zulassung des Präparates in Deutschland wegen zwei Großbränden in Kartoffellagern, die durch Heißvernebelung der Produkte 1,4SIGHT oder ARGOS verursacht wurden, zeitweise pausiert. Am 17. Dezember 2020 wurde es wieder zugelassen, durfte aber vorübergehend nicht mehr mit Heißvernebelungsgeräten mit Verbrennungsmotoren ausgebracht werden. Seit dem 2. Dezember 2021 ist auch wieder eine Anwendung mit solchen Geräten zugelassen.